# Ioan Anastasiu
Ioan I. Anastasiu sau Ion I. Anastasiu (n. 10 iunie 1866, Iași, România – d. 1946) a fost unul dintre generalii Armatei României din Primul Război Mondial. 
A îndeplinit funcția de comandant de divizie în campaniile anilor 1916 și 1917.

## Cariera militară
După absolvirea școlii militare de ofițeri cu gradul de sublocotenent, Ioan Anastasiu a ocupat diferite poziții în cadrul unităților de infanterie sau în eșaloanele superioare ale armatei, cea mai importantă fiind cea de comandant al Regimentului 22 Infanterie.
În perioada Primului Război Mondial, Ioan Anastasiu a îndeplinit funcțiile de comandant al Diviziei 1 Infanterie, în perioada 16 octombrie 1916 - 23 decembrie 1916 și comandant al Diviziei 12 Infanterie, în perioada 25 decembrie 1916 - 21 ianuarie 1917 distingându-se în cursul Bătăliei de pe Valea Jiului din anul 1916.
Ioan Anastasiu a încetat din viață în anul 1946.

## Lucrări
- Armele portative actuale. Proprietățile, fabricațiunea și întrebuințarea lor [de] General Potosky, profesor la Academia de Artilerie Mihail. Manual redijat dupe programele scoalelor militare și a scoalei de tragere a oficerilor. Tradus și adăugit cu autorisația autorului de Locotenent Ion Anastasiu din Artilerie. Ed. revăzută și corijată cu 260 figuri în text. Stabilimentele de Arte Grafice Universala, Bucuresci, 1902
- Bătălia dela Finta, de Lt.-colonel I. Anastasiu, Tipografia Viitorul, Târgoviște 1912
- Cetatea Neamț. Bătălia dela Braniște. Doue evenimente istorice petrecute în anii 1220-1497, de Locotenent I. I. Anastasiu, Tipografia Ion G. Nebuneli, Galați, 1893
- Manevrele mari, de Căpitan I. I. Anastasiu, Tipografia Ghergulescu, Calafat, 1901
- Principiile tactice în manevre, de Maior I.I. Anastasiu, Tipografia și Legătoria de cărți Viitorul, Elie Angelescu, Târgoviște, 1907
- Spiritul armatelor moderne, de Căpitan I.I. Anastasiu, Tipografia Speranța, București, 1902[8]
- General Ioan Anastasiu, Răsboiul pentru întregirea neamului. Studiu critic, București, 1936
- General Ioan Anastasiu, Oastea română de-a lungul veacurilor, București, 1932

## Decorații
- Ordinul „Steaua României”, în grad de ofițer (1912)
- Ordinul „Coroana României”, în grad de comandor (1909)[2]:p. 437